# Birgit Reutter
Birgit Reutter (* 1. März 1988 in Stuttgart) ist eine deutsche Schauspielerin, Sängerin und Synchronsprecherin, die vor allem für ihre Engagements am Theater Hof und Theater Kempten bekannt ist.

## Biografie
Birgit Reutter entdeckte ihre Leidenschaft für die Bühne bereits im Kindergarten. In ihrer Schulzeit nahm sie Gesangs-, Klavier- und Tanzunterricht und sammelte erste Bühnenerfahrungen, unter anderem am Stuttgarter Kelley Theater. Nach dem Abitur wurde sie an der Bayerischen Theaterakademie August Everding in München aufgenommen und schloss ihr Musicalstudium nach acht Semestern 2012 ab. Anschließend etablierte sich Reutter als freiberufliche Schauspielerin und Sängerin und erweiterte ab 2017 ihr Tätigkeitsfeld um Synchronisation sowie Coaching für Stimme und Auftritt.
In ihrer Bühnenkarriere wirkte Reutter an renommierten Häusern wie dem Nationaltheater Mannheim, den Salzburger Festspielen, dem Deutschen Theater München, dem Kammertheater Karlsruhe, den Freilichtspielen Schwäbisch Hall, dem Theater an der Rott sowie dem Theater Kempten. Ihr vielseitiges Repertoire umfasst u. a. Rollen wie Morticia in „The Addams Family“, Maria Magdalena in „Jesus Christ Superstar“, Inga in „Frankenstein Junior“ sowie Kate Monster und Lucy in „Avenue Q“. Zudem kreierte sie die Rolle der Lucie Manette in der Welturaufführung von „A Tale of Two Cities“ und übernahm weitere Aufgaben, etwa als Hutmacherin in „Alice im Wunderland“ und als Puppenspielerin in „Der Zauberer von Oz“.

## Engagements
- 2025: Romeo und Julia (Lady Capulet, Gregor) - Regie: Silvia Armbruster (Freilichtspiele Schwäbisch Hall)[4]
- 2024: Seemannsgarn (Sybille) – Regie: Frank-Lorenz Engel (Schauspielbühnen Stuttgart)
- 2023: Vorhang auf für Cyrano (Sängerin u. a.) – Regie: Reinhardt Friese (Theater Hof)
- 2023: A Tale of Two Cities (Lucie Manette) – Regie: Uwe Kröger (Theater Hof)
- 2022: I Love You, You're Perfect, Now Change (Frau) – Regie: Dean Wilmington (Theater an der Rott)[5]
- 2022: Der Vorname (Elisabeth Garaud-Larchet) – Regie: Gerhard Weber (Theater der Altstadt, Stuttgart)
- 2021: Orson Welles probt Moby Dick (Inspizientin) – Regie: Maike Bouschen (Eduard-von-Winterstein-Theater)
- 2020: The Addams Family (Morticia Addams) – Regie: Malte C. Lachmann (Theater an der Rott)
- 2020: Pinocchio (Fee, Fuchs, Grille) – Regie: Marco Stickel (Theater Hof)
- 2019: Nicht Maria Stuart (Elisabeth I.) – Regie: Wolfgang Seidenberg (Theater Kempten)
- 2019: Arizona (Margaret) – Regie: Wolfgang Seidenberg (Theater Kempten)
- 2018: Der Zauberer von Oz (Zauberer) – Regie: Silvia Armbruster (Theater Kempten, Märchensommer Allgäu)
- 2018: Das Geheimnis der drei Tenöre (Tatiana Racon) – Regie: Karsten Engelhardt (Theater Hof)
- 2018: Die dreigroschenoper (Lucy) – Regie: Reinhardt Friese (Theater Hof)
- 2018: Höllisch moderne Millie (Miss Dorothy Brown) – Regie: Stephan Brauer (Theater Hof)
- 2017: Alice im Wunderland (Hutmacher) – Regie: Silvia Armbruster (Theater Kempten, Märchensommer Allgäu)
- 2017: Sweet Charity (Ursula) – Regie: Kurt Schrepfer (Theater Hof)
- 2017: Sisters of Swing (Maxene Andrews) – Regie: Karsten Jesgarz (Theater Hof)
- 2016: The Producers (Shirley, Platzanweiserin) – Regie: Sebastian Ritschel (Theater Görlitz)
- 2016: Annie Get Your Gun (Dolly Tate) – Regie: Stephan Brauer (Theater Hof)
- 2016: Schöne Bescherung (Sonja) – Regie: Ingmar Otto (Kammertheater Karlsruhe)
- 2015: Non(n)sens (Sr. Robert Ann) – Regie: Ingmar Otto (Kammertheater Karlsruhe)
- 2015: Frankenstein Junior (Inga) – Regie: Holger Seitz (Theater Hof)
- 2014: Anatevka (Chava) – Regie: Thomas Schmid-Ehrenberg (Theater Hof)
- 2014: Rain Man (Lucy, Iris) – Regie: Christian Nickel (Kammertheater Karlsruhe)
- 2013: Kiss Me, Kate (Ensemble) – Regie: Christoph Biermeier (Freilichtspiele Schwäbisch Hall)
- 2013: Jesus Christ Superstar (Maria Magdalena) – Regie: Roland Hüve (Theater Hof)
- 2013: Drei Haselnüsse für Aschenbrödel (Dorchen) – Regie: Stefan Zimmermann (A.gon Theater München)
- 2013: Sekretärinnen (Sekretärin) – Regie: Frank Matthus (Theater Hof)
- 2013: Wenn Rosenblätter fallen (Iris) – Regie: Karsten Jesgarz (Theater Hof)
- 2012: Im weißen Rößl (Ensemble) – Regie: Christoph Biermeier (Freilichtspiele Schwäbisch Hall)
- 2012: Elling (Reidun Nordsletten) – Regie: Antje Hochholdinger (Theater Hof)
- 2012: King Kong (Ann Darrow) – Regie: Thomas Schmid-Ehrenberg (Theater Hof)
- 2012: Sunset Boulevard (Betty Schaefer) – Regie: Roland Hüve (Theater Hof)
- 2012: Avenue Q (Fr. Semmelmöse / Bullshit-Bär) – Regie: Dominik Flaschka (Nationaltheater Mannheim)
- 2012: Cyrano de Bergerac (Duenna, Sängerin) – Regie: Reinhardt Friese (Theater Hof)
- 2011: Die Zauberflöte (Tänzerin) – Regie: Jens-Daniel Herzog (Salzburger Festspiele)
- 2011: Avenue Q (Kate Monster, Lucy d. Schlampe) – Regie: Reinhardt Friese (Deutsches Theater München)

## Filmografie
- 2017: Der Geschmack von Leben von Roland Reber und Mira Gittner

## Synchronsprecherin
- 2024: Dilemma, Bergüzar Korel (als Neslihan Turhan)
- 2023: The Love Gala, Lesa Wilson (als Kate Lord)
- 2021–2022: Power Rangers: Dino Fury (Staffel 2), Kira Josephson (als Jane Fairview, 2. Stimme)
- 2020: The Head, Olga Wehrly (als Sarah Jackson)
- 2019: Mossad, Adi Himelbloy (als Sharon Sattelberg)
- 2018: Allein gegen die Mafia 10, Patricia Millardet (als Silvia Conti)
- 2017: 1001 Nacht, Raffaella Rea (als Jasmine)
- 2016–2017: The Treflik Family (als Mama)
- 2016–2018: Badho Bahu - Schwer verliebt, Rytasha Rathore (als Komal 'Badho')
- 2015–2017: Miffy, als Bär Barbara